# Lepus starcki
Lepus starcki är en däggdjursart som beskrevs av Franz Petter 1963. Lepus starcki ingår i släktet harar och familjen harar och kaniner. IUCN kategoriserar arten globalt som livskraftig. Inga underarter finns listade.
Denna hare är endemisk för Etiopiens centrala högland därav kallad etiopisk hare. Den vistas i regioner som ligger 2100 till 4400 meter över havet. Habitatet utgörs av gräsmarker och träsk.
Håren som bildar den tjocka och täta pälsen på ovansidan är 20 till 25 mm långa. De har nära roten ett ljusgrått avsnitt sedan ett svart avsnitt, åter ett vitaktigt avsnitt och en svart spets. Pälsens färg är därför mörk agouti och mörkare än hos abessinsk hare. Pälsen blir fram mot bålens sidor ljusare samt mer brunaktig och på undersidan finns vit päls. Kring ögonen kan vita ringar förekomma. Öronens övre fjärde del är svart. Svansen är uppdelad i en svart ovansida och en vit undersida. Djuret har rännor i de övre framtänderna.